# Holden HQ
De Holden HQ werd in 1971 geïntroduceerd door automerk Holden en was diens veertiende serie. Het Australische merk lanceerde hiermee ook een compleet vernieuwde serie die met bijna een half miljoen geproduceerde - en meer dan 40.000 geëxporteerde - exemplaren ook een mijlpaal betekent voor Holden.

## Geschiedenis
Naast de nieuwe carrosserie was ook technisch veel verbeterd. Zo was er een betere wielophanging en een verbeterde veiligheidsuitrusting. Er werden gedurende de productiejaren ook een aantal Specials uitgebracht, waaronder een Special Silver Premier in 1973 ter gelegenheid van de 25ste verjaardag van het merk. Met de HQ-serie werd ook de Holden Statesman geïntroduceerd. Dit is het nieuwe luxemodel met verlengde wielbasis. Vandaag de dag is de Holden HQ-serie nog steeds de best verkochte ooit, al was de looptijd langer dan die van de voorgaande series.

## Modellen
Voor de modelcodes staat de eerste code voor de zescilinder en de tweede voor de achtcilinder.
- Jul 1971: (HQ 80169/80269) Holden Belmont Sedan
- Jul 1971: (HQ 80369/80469) Holden Kingswood Sedan
- Jul 1971: (HQ 81169/81269) Holden Premier Sedan
- Jul 1971: (HQ 80135/80235) Holden Belmont Wagon
- Jul 1971: (HQ 80335/80435) Holden Kingswood Wagon
- Jul 1971: (HQ 81135/81235) Holden Premier Wagon
- Jul 1971: (HQ 81569/81669) Holden Statesman Custom
- Jul 1971: (HQ -/81469) Holden Statesman Deville
- Jul 1971: (HQ 80337/80437) Holden Monaro Coupe
- Jul 1971: (HQ 81137/81237) Holden Monaro LS Coupe
- Jul 1971: (HQ -/80837) Holden Monaro GTS Coupe
- Jul 1971: (HQ -/81837) Holden Monaro GTS 350 Coupe
- Jul 1971: (HQ 80160/80260) Cab Chassis
- Nov 1971: (HQ 80180/80280) Holden Belmont Utility
- Nov 1971: (HQ 80380/80480) Holden Kingswood Utility
- Nov 1971: (HQ 80170/80270) Holden Belmont Panel Van
- Sep 1972: (HQ -/80269) Holden SS Sedan
- Apr 1973: (HQ -/80469) Holden Monaro GTS 350 Sedan
- Okt 1973: (HQ 80369/-) Holden Kingswood Vacationer S
- Okt 1973: (HQ 80335/-) Holden Kingswood Vacationer W
- Nov 1973: (HQ 81169/-) Holden Special Silver Premier Sedan
- Jan 1974: Holden Sandman Utility
- Jan 1974: Holden Sandman Panel Van